# Scylaticus ceratitus
Scylaticus ceratitus là một loài ruồi trong họ Asilidae. Scylaticus ceratitus được Londt miêu tả năm 1992. Loài này phân bố ở vùng nhiệt đới châu Phi.